# Пирзас, Николаос

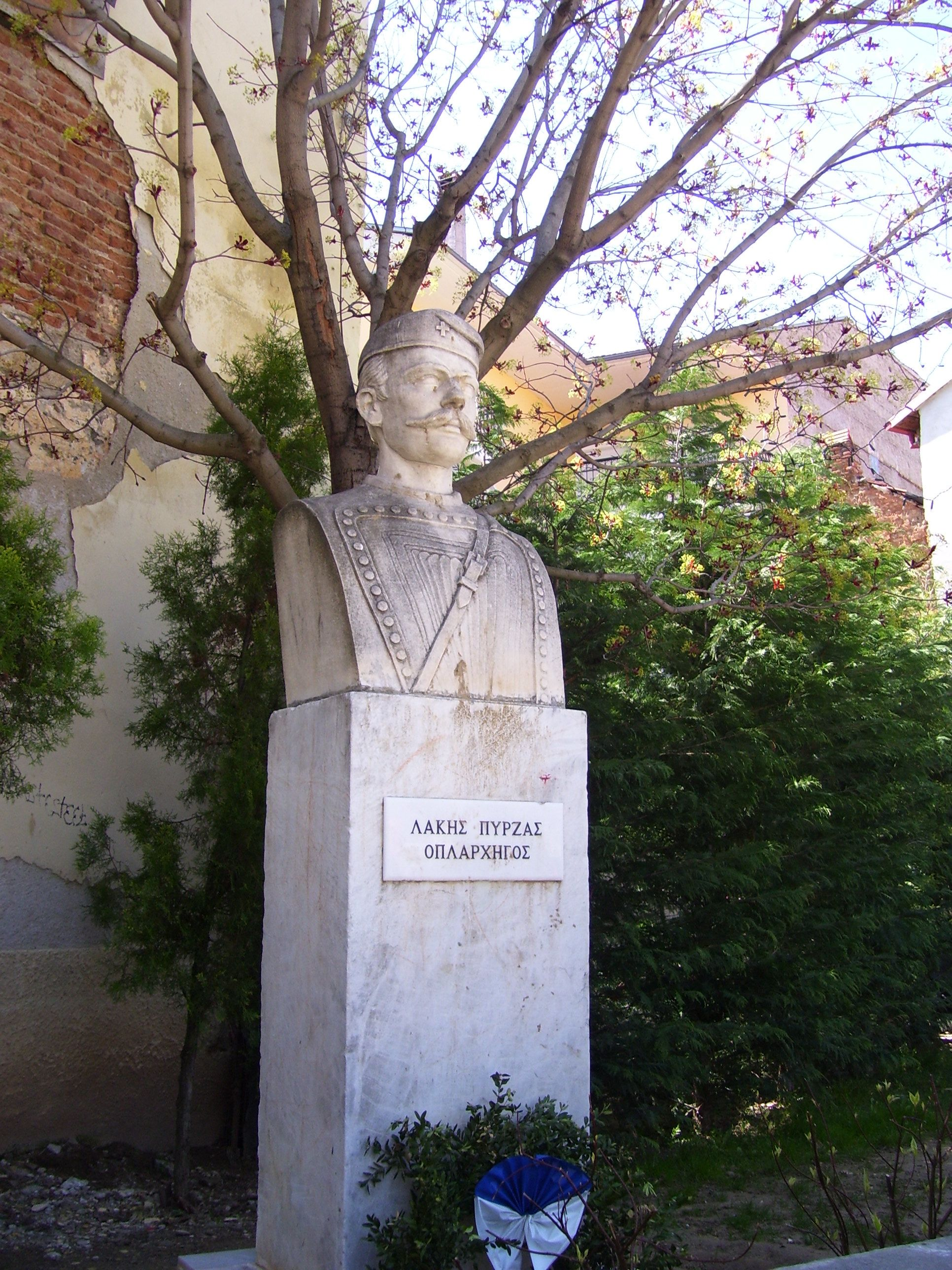
Νικόλαος Πύρζας

Николаос-Лакис Пирзас (греч. Νικολαος η Λακης Πυρζας; 1880, Флорина — 1947, Флорина) — македономах, то есть борец за воссоединение Македонии с Грецией.

## Биография
Николаос Пирзас родился в западно-македонском городе Флорина в 1880 году. Вместе с капитанами Павлос Христу и Коттас (Христу, Константинос), был одним из первых командиров возглавивших греческую борьбу за Македонию в регионе.
Самым известным в истории македономахом стал Павлос Мелас. Именно с ним связал свою жизнь и Николаос Пирзас.
Пирзас тайно выехал в Афины в 1904 году, чтобы познакомится с Меласом и скоординировать действия против болгар, которые активизировались в регионе Флорина.
После чего написал греческому консулу Спиридону Левидису в городе Монастир (ныне — Битола), что организует отряд в 30 бойцов, чтобы противостоять болгарской угрозе.
Пирзас был заместителем у Меласа, в ходе его трёх походов в Западную Македонию.
Пизас участвовал в роковом, последнем для Меласа, сражении возле Сьятиста, в октябре 1904 года. Перед смертью, окруженный турками, Мелас попросил Пирзаса передать его нательный крест жене, а оружие сыну, Микису. Пирзас выполнил последнее пожелание своего друга и командира, и с этой целью он сумел добраться до Афин. Здесь он оставался до сентября 1904 года, сотрудничая с Македонским комитетом.
Под псевдонимом Меласа «Микис Зезес», Пирзас вернулся в Македонию под командованием капитана Геогиос Цондос Варда [капитан Варда].
Не поладив со своим командиром-критянином, Пирзас вышел из борьбы и уехал в Египет.
Вернулся во Флорину в 1912 году, после освобождения города греческой армией в ходе Первой Балканской войны.
Пирзас умер во Флорине в 1947 году.
В память о нём в центре города установлен памятник.